# Trio Glacier
Trio Glacier är en glaciär i Antarktis. Den ligger i Västantarktis. Argentina, Chile och Storbritannien gör anspråk på området. Trio Glacier ligger 342 meter över havet.
Terrängen runt Trio Glacier är kuperad norrut, men söderut är den platt. Terrängen runt Trio Glacier sluttar brant österut. Trakten är obefolkad. Det finns inga samhällen i närheten. 